# Masasteron
Masasteron is een geslacht van spinnen uit de familie mierenjagers (Zodariidae).

## Soorten
Het geslacht kent de volgende soorten:
- Masasteron barkly Baehr, 2004
- Masasteron bennieae Baehr, 2004
- Masasteron bipunctatum Baehr, 2004
- Masasteron burbidgei Baehr, 2004
- Masasteron clifton Baehr, 2004
- Masasteron complector Baehr, 2004
- Masasteron darwin Baehr, 2004
- Masasteron derby Baehr, 2004
- Masasteron deserticola Baehr, 2004
- Masasteron gracilis Baehr, 2004
- Masasteron haroldi Baehr, 2004
- Masasteron mackenziei Baehr, 2004
- Masasteron maini Baehr, 2004
- Masasteron mas (Jocqué, 1991)
- Masasteron ocellum Baehr, 2004
- Masasteron piankai Baehr, 2004
- Masasteron queensland Baehr, 2004
- Masasteron sampeyae Baehr, 2004
- Masasteron tealei Baehr, 2004
- Masasteron tuart Baehr, 2004
- Masasteron utae Baehr, 2004